# Carjacking

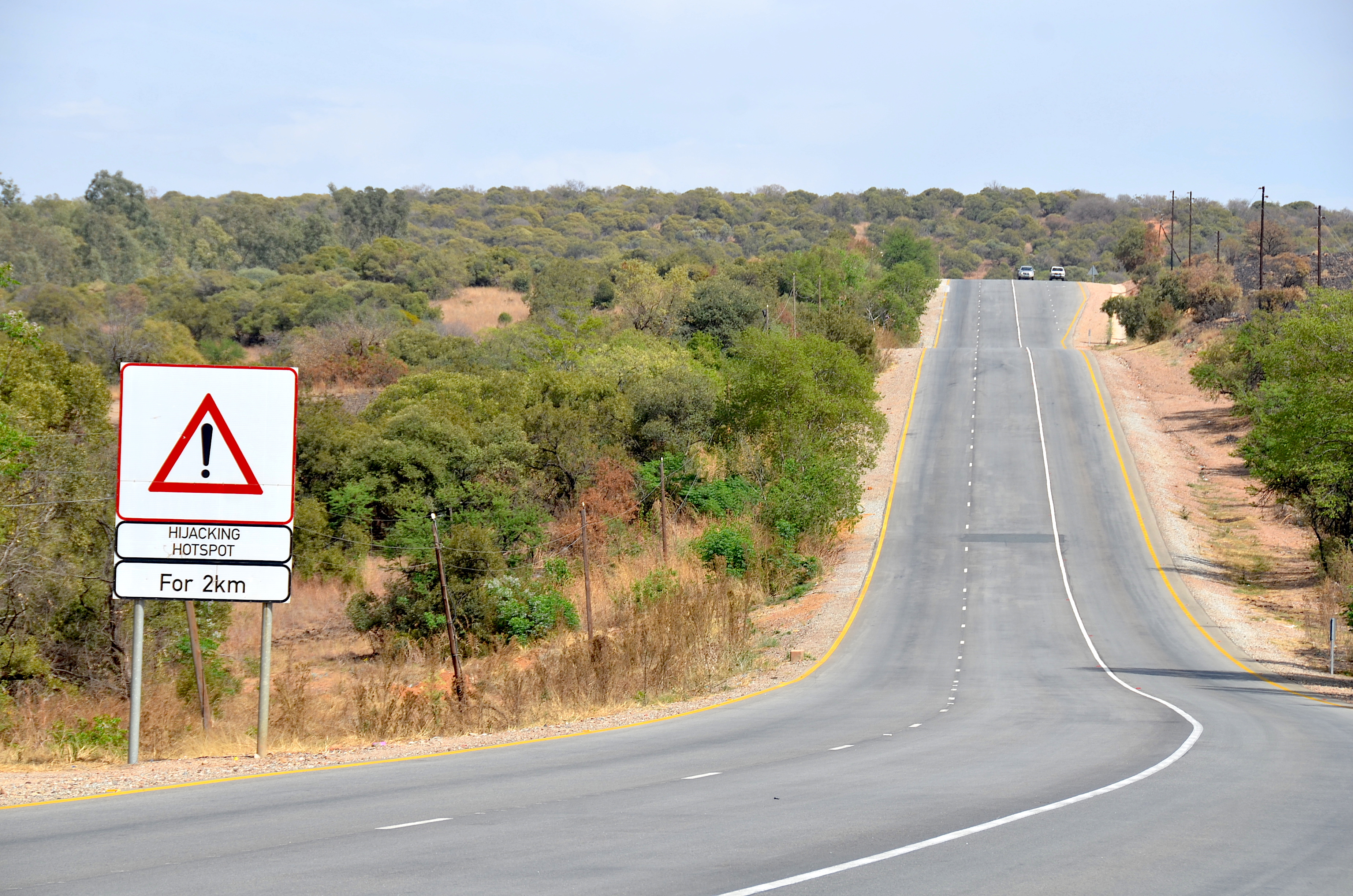
Un panneau avertissant des activités de détournement de voiture le long d'un tronçon de route dans la province de Gauteng en Afrique du Sud.

Le carjacking (anglicisme) ou piraterie routière est un vol de voiture ou autres véhicules motorisés avec menaces ou violence sur le conducteur du véhicule. Il se distingue du détournement de véhicule qui consiste à contraindre un conducteur à changer sa destination sous la menace d'une arme.
Le carjacking entre dans la qualification du vol avec violences.

## Mode opératoire
Le carjacking consiste à utiliser la force ou la menace sur le conducteur et les passagers d'un véhicule, afin d'en prendre le contrôle et de s'emparer des objets de valeur qui peuvent s'y trouver. La méthode la plus classique consiste à éjecter le conducteur lors d'un arrêt, par exemple lorsque son véhicule se trouve à un feu rouge.
Le carjacking connaît plusieurs variantes :
- l'agression au domicile (en anglais, home-jacking) qui est un cambriolage, pouvant s'accompagner de menaces ou violence à l'encontre des occupants d'une habitation, destiné à s'emparer de leur véhicule [7].
- le carjacking « à l'italienne », consistant à s'emparer du véhicule par surprise après une collision[8].
- Le vol à la portière qui consiste à dérober des objets de valeur en agressant le conducteur ou le passager d'une voiture à l'arrêt[9].

Dans certains pays, le carjacking connaît des variantes plus perfectionnées telle que l'utilisation de tenues de policier ou d'agent de circulation.

## Apparition du phénomène et évaluation statistique
Le terme anglophone carjacking est né dans les années 1990 aux États-Unis lorsqu'une caissière de Détroit, Ruth Wahl, est tuée dans le vol de sa voiture. L'année suivante, le congrès américain vote une loi sanctionnant spécifiquement le carjacking. La première étude sur le phénomène, en 1994, évalue à 177 500 le nombre de tentatives ayant été signalées aux États-Unis entre 1987 et 1992.
L'apparition du phénomène en France est parfois datée du début des années 2000 pour le carjacking sur voiture et fin 2010 pour le carjacking sur moto.
En Belgique, le ministre de l'Intérieur déclarait en 2000 : le carjacking ne constitue toutefois pas, statistiquement, un phénomène d'une grande ampleur puisqu'il représente approximativement 5 % du nombre total des voitures volées annuellement.
En France, le phénomène demeure difficilement quantifiable en raison de l'absence de qualification pénale spécifique. En 2008, un recensement opéré par la gendarmerie estimait à 208 le nombre de faits de piraterie routière signalés sur une période de 18 mois.

## Prévention
Si les véhicules tout-terrain (4 × 4) sont la cible privilégiée des auteurs de piraterie routière, ceux-ci s'intéressent de plus en plus aux véhicules de milieu de gamme, qu'ils démantèlent et revendent en pièces détachées.
Le carjacking peut être évitée de plusieurs façons :
- par le verrouillage des portières
- par l'utilisation de l'avertisseur et des feux de détresse en cas de tentative d'entrée dans le véhicule
- en coupant le contact et en gardant la clé de contact avec soi en cas de collision[8]

Il existe des systèmes embarqués permettant de se protéger contre les vols de voiture. Ces systèmes sont passifs (immobilisation du véhicule en cas de tentative de vol) ou actifs (géolocalisation du véhicule volé par GPS).

## Défense armée contre lecarjacking
En Afrique du Sud, le fléau de la piraterie routière est tel que des systèmes de défense armée existent comme le système "Blaster (en)" inventé par Charl Fourie qui est constitué de plusieurs lance-flammes placés sous le véhicule crachant du feu sur tous les côtés du véhicule pour immoler toute personne tentant de voler le véhicule.